# 亚当·维希涅夫斯基
亚当·维希涅夫斯基（波蘭語：Adam Wiśniewski，1980年10月24日—），波兰前男子手球运动员。他曾代表波兰国家队参加2016年夏季奥林匹克运动会男子手球比赛，获得第四名。